# Le Vaulmier
Le Vaulmier település Franciaországban, Cantal megyében. Lakosainak száma 61 fő (2022. január 1.). Le Vaulmier Anglards-de-Salers, Collandres, Le Falgoux, Saint-Bonnet-de-Salers, Saint-Vincent-de-Salers és Trizac községekkel határos.

## Népesség
A település népességének változása:
| Lakosok száma | 209  | 148  | 114  | 87   | 68   | 70   | 71   | 64   | 60   | 61   |
|               | 1968 | 1982 | 1990 | 2006 | 2013 | 2015 | 2017 | 2019 | 2020 | 2022 |